# Lavinia Marongiu
Lavinia Marongiu (Roma, 26 settembre 1998) è un'ex ginnasta italiana, membro della nazionale italiana ai Campionati mondiali di ginnastica artistica 2014 di Nanchino.

## Carriera sportiva

### 2013: Trofeo Città di Jesolo
Lavinia viene convocata per il Trofeo città di Jesolo, la squadra italiana che oltre lei comprende: Enus Mariani, Tea Ugrin, Martina Rizzelli, Sofia Busato e Sofia Bonistalli, vince l'oro, mentre Lavinia vince un ulteriore oro nella finale alla trave.

### 2014: Serie A1, VII Trofeo Città di Jesolo; Campionati mondiali di Nanchino; Novara Cup; Golden League
L'8 febbraio, a Firenze, nella prima tappa del campionato di Serie A 2014, finisce decima con la propria squadra (Ginnastica Romana).
L'8 marzo, a Torino, seconda tappa del campionato di Serie A 2014, è la terza migliore della giornata, dopo Erika Fasana ed Elisa Meneghini: 13,850 al volteggio, 13,600 alle parallele, 13,250 alla trave e 12,800 al corpo libero, per un totale di 53,500 punti.
Viene convocata con la nazionale al VII Trofeo Città di Jesolo, insieme a Erika Fasana, Martina Rizzelli, Lara Mori, Giorgia Campana e Elisa Meneghini: l'Italia chiude al secondo posto, con il punteggio di 221,500, dietro agli Stati Uniti.
Nella terza tappa di Serie A, Lavinia compete solo a parallele e ottiene 12.400, la sua squadra non va oltre la decima posizione.
Viene convocata per gli Assoluti di Ancona, dove vince la medaglia di bronzo nel concorso generale individuale (53.600), dietro a Elisa Meneghini(56.700) e Iosra Abdelaziz (53.700). Si qualifica per la finale alla trave del giorno successivo dove nonostante un'ottima nota di partenza (5.6) commette diverse imprecisioni nell'esecuzione che non le permettono di andare oltre la sesta posizione con 11.850.
Il 6 settembre partecipa con la squadra italiana alla Novara Cup incontro amichevole con Spagna, Belgio e Svezia. Con dei buoni punteggi contribuisce all'oro della squadra, individualmente termina la gara in quinta posizione dietro alle connazionali Vanessa Ferrari, Erika Fasana, alla spagnola Roxana Popa e alla belga Laura Waem.
La settimana successiva, compete alla Golden League, vincendo l'oro con la Brixia Brescia e la medaglia di bronzo alla trave. Inoltre si piazza sesta nel concorso individuale.
Insieme a Giorgia Campana, Erika Fasana, Vanessa Ferrari, Lara Mori, Elisa Meneghini e Martina Rizzelli parte per i Campionati Mondiali di Nanchino, in programma dal 3 al 14 ottobre. Nelle qualificazioni compete a volteggio, trave e corpo libero, contribuendo all'accesso dell'Italia nella finale a squadre. In finale compete solo alla treve, sua specialità, dove con un buon punteggio contribuisce al quinto posto dell'Italia.

### 2015: Serie A, Trofeo 4 Nazioni, Golden League, Assoluti
Inizia il 2015 partecipando alla seconda tappa di Serie A il 28 febbraio in prestito alla Brixia di Brescia.
Ritorna poi a gareggiare per la quarta tappa di Serie A, sempre con la Brixia che con facilità vince lo scudetto.
Il 30 maggio partecipa al trofeo 4 Nazioni, una gara amichevole tra Italia, Russia, Romania e Colombia, la squadra italiana che oltre Lavinia, comprende Giorgia Campana, Elisa Meneghini, Alessia Leolini, Tea Ugrin, Arianna Rocca e Sofia Bonistalli, si aggiudica la medaglia d'argento dietro solamente alla Russia.
A Settembre partecipa alla Golden League, sempre in prestito alla Brixia di Brescia, la squadra vince l'argento, Lavinia però non compete alle parallele non potendo così rientrare nella classifica all-around. Si qualifica però per le finali a volteggio e trave che termina rispettivamente in settima e quinta posizione.
A fine settembre prende parte agli Assoluti di Torino dove compete su tre attrezzi, si qualifica per la finale alla trave che termina in quinta posizione.

### 2016: Serie A
Disputa le prime tre tappe della Serie A in prestito alla Brixia di Brescia che termina tutte le tappe in prima posizione, aggiudicandosi lo scudetto.

### 2017: Serie A, campionati italiani Gold
Partecipa alle prime tre tappe di serie A questa volta in prestito all'Olos Gym 2000. A fine maggio partecipa ai campionati italiani Gold nella categoria "senior 2", compete a volteggio, trave e corpo libero, si qualifica per le finali in questi ultimi due attrezzi; Alla trave finisce seconda vincendo la medaglia d'argento pari merito con Sara Ricciardi e dietro a Nicole Terlenghi, e al corpo libero termina la finale in quarta posizione.

### 2018: il Ritiro
Decide di ritirarsi nel gennaio 2018 per dedicarsi più intensamente agli studi universitari.